# Kedungcangkring (Jabon)
Kedungcangkring is een bestuurslaag in het regentschap Sidoarjo van de provincie Oost-Java, Indonesië. Kedungcangkring telt 4381 inwoners (volkstelling 2010).